# Старе (Броварський район)
Старе́ — село в Україні, у Згурівській селищній громаді Броварського району Київської області. Населення становить 119 осіб.

## Історія
Село засноване у 1910 році. На картах РСЧА 1941 року село позначено як хутір Сосняки 
12 червня 2020 року, відповідно з розпорядженням Кабінету Міністрів України № 715-р «Про визначення адміністративних центрів та затвердження територій територіальних громад Київської області», Новоолександрівська сільська рада об'єднана із Згурівською селищною громадою.
17 липня 2020 року, в результаті адміністративно-територіальної реформи та ліквідації Згурівського району, село увійшло до складу Броварського району.